# غالب عنابسة
غالب إبراهيم عنابسة (1379 هـ / 1958 - ) هو كاتب ومؤرخ ولغوي فلسطيني.

## حياته
ولد غالب عنابسة بمدينة باقة الغربية عام 1379 هـ/ 1958، وتلقى التعليم في المرحلة الابتدائية والاعدادية والثانوية في مسقط رأسه، وحاصل على شهادة الثانوية عام 1976، ليلتحق في نفس العام بمعهد دار المعلمين في المنطقة الوسطى بالقرب من مدينة نتانيا، ودرس في المعهد ثلاث سنوات في مجال اللغة العربية وأدابها والعلوم التربوية، بدأ يعمل في سلك التعليم التابع لوزارة المعارف والثقافة في لواء الجنوب، لمدة ثلاث سنوات. بدأت بواكير الكتابة لديه، بكتابة مقالات علمية قصيرة، نشرها في الجرائد الرسمية وبعض المجلات التي تهتم في المجالين الأدبي والتربوي. بدأ العنابسة تعليمه الجامعي في قسم اللغة العربية وآدابها بجامعة تل أبيب عام 1986 - 1987، دَرّسَ التاريخ الإسلامي وعلم التربية، وحصل على اللقب الجامعي الأول عام 1989. وواصل دراسته الجامعية في الجامعة نفسها عام 1989 للحصول على ماجستير اللغة العربية في قسم اللغة العربية وآدابها، وحصل عليها عام 1993، وحاصل على الدكتوراه من قسم التاريخ في جامعة تل أبيب عام 2004، نشر العديد من الدراسات العلمية في مجالات مختلفة في البلاد.

## عضوية ومناصب
- محاضر في المعهد الأكاديمي بيت بيرل.[3]
- محاضر في أكاديمية القاسمي للتربية.

## مؤلفاته
- أبعاد في أدب فضائل الارض المقدسة بالعربية.[4]
- الأدب الفلسطيني في اسرائيل ومسألة الحداثة: دراسات وأبحاث
- الطراز المذهب في نوادر أشعب
- برء الأسقام في زيارة برزة والمقام
- دراسات أدبية وتاريخية
- دراسات مضيئة في صفحات التراث.[5]
- رسالتان حول مسائل لها أبعاد مقدسة
- ضريح موسى بين أريحا ودمشق : منافسة بين موقعين مقدسين
- من أدب فضائل الشام : نصوص مختارة من مخطوطات مملوكية وعثمانية.[6]
- واحة الأقلام الأدبية والتأريخية : مقالات في الآداب والحضارة العربية تكريما للبروفيسور يوسف سدان
- من نوادر المخطوطات